# Puppenspiel (Album)
Puppenspiel ist das fünfte Album der Band Unheilig, das am 22. Februar 2008 erschien.

## Titelliste
1. Vorhang auf – 2:03
2. Puppenspieler – 4:04
3. Spiegelbild – 5:37
4. Dein Clown – 4:52
5. Sei mein Licht – 5:13
6. Fang mich auf – 4:48
7. Feuerengel – 5:32
8. Kleine Puppe – 5:12
9. An deiner Seite – 6:07
10. Die Bestie – 5:07
11. Lampenfieber – 5:01
12. Wie viele Jahre – 4:34
13. Glaub an mich (nur auf Ltd. Edition Digipak) – 4:23
14. Spielzeugmann (nur auf Ltd. Edition Digipak) – 5:10
15. Der Vorhang fällt – 4:58
16. Memoria (instrumental) – 3:09

## Inhalt
Die Lieder setzen vor allem auf Gefühle und Empfindungen; so beschreibt der Graf in „Spiegelbild“ ein Zwiegespräch mit sich selbst in Form des Spiegelbildes. Dort sieht er sich als Kind und sieht seine Ängste, Träume und Erfahrungen, die ihn zu dem gemacht haben, was er wurde. Das Lied Puppenspieler beschreibt den Grundgedanken des Puppentheaters, welches der Graf auf die heutige Zeit überträgt und sein Leben auf Augenhöhe mit Unheilig beschreibt.

## Stil
Auch auf diesem Album haben die Gitarren nun wieder mehr Raum und Dominanz in den Liedern bekommen. Grundgerüst der Lieder ist immer noch eine sehr tanzbare Rhythmik, jedoch finden sich mit Titeln wie Sei mein Licht oder An deiner Seite auch balladeske Lieder, wo die Stimme des Grafen deutlich sanfter als in den restlichen Liedern ist und auch die Musik fast schon rein instrumental gehalten ist. Mit Wie viele Jahre und Der Vorhang fällt finden sich noch zwei ruhigere Stücke, bei letzterem findet sich sogar noch ein Gitarrensolo. Der letzte Titel Memoria hingegen ist das einzige rein instrumental gehaltene Stück.
Das E-Zine laut.de verglich zudem einige der Lieder – vor allem wegen des Gesangs – mit Rammstein.

## Singleauskopplungen
Als Single ausgekoppelt vom Album wurde An deiner Seite, auf der neben 2 verschiedenen Versionen des Liedes ein Video sowie ein Clubmix von Goldene Zeiten enthalten sind. Die Auskopplung von Spiegelbild erfolgte nicht als Single, sondern als EP, auf der CD finden sich neben drei verschiedenen Versionen des Liedes (u. a. ein Remix von Die Krupps) die Orchester-Version von An deiner Seite sowie drei neue Lieder (Schlaflos, Die alte Leier und Hexenjagd).

## Schattenspiel (Tour-CD)
Zeitgleich mit Puppenspiel erschien auch eine Tour-CD, die den Titel Schattenspiel trug und welche nur auf der Puppenspieler-Tour von Unheilig erworben werden konnte. Bei der CD handelte es sich um eine Split-Veröffentlichung Unheiligs mit den Bands goJA moon ROCKAH und FAQ. Unheiligs Part macht dabei mit acht von insgesamt 13 Titeln mehr als die Hälfte dort aus. Neben Live-Versionen von bekannten Liedern wie Schutzengel, Sage Ja, Freiheit oder Mein Stern fanden sich auch vier vollkommen neue Lieder, die die Titel Brief an dich, Kalt, Leblos und Dornröschen trugen. Bei letzterem handelt es sich um eine ungekürzte Lesung des Grafen von dem grimm'schen Märchen Dornröschen, welches nur von einer ganz leisen Musik im Hintergrund begleitet wird.